# Янчишин Іван Адріянович
Іван Адріянович Янчишин (інший варіант написання прізвища — «Янцишин»; псевдо — «Моряк» або «Мор'як»; 20 травня 1920, Вороців, нині Яворівського району Львівської області — 15 липня 1969, Детройт) — учасник українського визвольного руху в роки ІІ світової війни, референт пропаганди Кримського обласного проводу ОУН (листопад 1941 — січень 1943), громадський діяч.

## Біографія

### Молоді роки
Іван Янчишин народився 20 (інші джерела подають 25) травня 1920 (за деякими даними — 1912) в селі Вороців на Львівщині, в родині Адріяна та Марії Янчишин. Деякі джерела подають його ім'я по батькові як «Трохимович».
У 1939 скінчив Українську академічну гімназію. У 1941 почав навчання у Віденському університеті за ветеринарною спеціальністю.

### Діяльність в ОУН
До ОУН долучився у 1930-х рр.
З початком німецької окупації України у 1941 повернувся на батьківщину. Продовжив навчання у ветеринарному інституті у Львові, будучи членом визвольного руху.
На початку листопада 1941 вирушив на Кримський півострів у складі рою Івана Осадчука, який прямував з Кривого Рогу в складі 13 учасників. Разом зі Степаном Теслею, Іваном Осадчуком та Григорієм Вольчаком («Сухий», «Гриць»), які також мали призначення на Сімферополь, долучився до заснування Кримського обласного проводу ОУН, виконуючи обов'язки референта пропаганди.
Іван Янчишин згадував так про своє прибуття до Криму:
|  | В моїй уяві залишився назавжди цей чудовий образ нашої першої зустрічі з морем. Всі ми відчули, що десь у глибині душі здійснилася наша молодеча мрія. Мрія, виплекана тим всім, що змолоду карбувало нашу національну свідомість і любов до українського моря… Ми стояли над самим берегом моря в одній лаві. Засмалені сонцем і степовим вітром. Друг Іван Осадчук скупими фразами передавав привіт… З тієї сцени ми зробили собі знимку… |

|  | Наша дорога скінчилася. Ми на місці призначення і щойно тепер усвідомлюємо собі наші дійсні завдання. Після п'ятьох місяців дороги, від села до села, на возі, обпалені сонцем, биті дощами та овіяні степовим вітром прибуваємо щасливо зі Львова до Сімферополя… Це було з початком грудня 1941 р. |

Іван Янчишин із жалем констатує у своїх споминах, що йому прикро було дивитися на опухлих з голоду земляків і проповідувати їм великі ідеї. Але впродовж зими багато чого вдалося досягти:
|  | Після кількамісячного збирання інформацій і вже чисельних знайомств з місцевими українцями, ми побачили, що заки нам почати яку-небудь політичну чи навіть пропагандивну працю серед місцевих українців, нам конечно створити офіційні чи легальні форми організованого українського громадського життя. Нам треба було відшукати місцевих українців, мати нагоду пізнати їх, а також нам самим треба було серед нових і незнаних обставин «вийти в люди» й уподібнитися до середовища. Сидячи в хаті і маючи зв'язок з кількома людьми, ми ніяк не могли б цього досягнути. Група не на курорт приїхала, і тому в якійсь діяльності себе виявити мусила. |

У грудні 1941 — травні 1942 працював перекладачем у німецькій господарчій установі ВІКО.
У травні 1942 на основі капели бандуристів заснував у Сімферополі Український музично-драматичний театр ім. Т. Шевченка, ставши його адміністратором. Театр діяв у будівлі міської опери, його колектив налічував 60 осіб. При театрі працювали окремо капела бандуристів (16 осіб) і балет (12 осіб).
2 червня 1942 в сімферопольському міському театрі відбулася перша вистава Українського музично-драматичного театру для цивільного населення — опера С. Гулака-Артемовського «Запорожець за Дунаєм» (режисер, виконавець ролі Карася — Петренко, диригент — Н. Орлянський; Одарка — Мірська, Андрій — Пасічник, султан — Брунов, інші ролі — Азарова, Русанова).
|                                                 | При дальшому вкладі стільки посвяти і зусилля, як це виявили до тепер всі, зокрема ж. п. Петренко, Орлянський та Янчишин, можна надіятись і найкращого. Сам факт, що в Симферополі заіснував знову постійний український театр, — після 22-літньої перерви від р. 1918! — свідчить про живучість українців у Криму, що не піддались і найважчим ударам долі. |
| — Ярослав Савка, сімферопольський кореспондент. | |

Надалі театр готував до постановки оперу «Катерина», музичну драму «Ой, не ходи, Грицю» та інші п'єси.
Восени 1942 Янчишин встановив особистий зв'язок з проводом Південноукраїнських земель, долучившись до автоколони, що прямувала на материкову Україну. В січні 1943, рятуючись від арешту, виїхав до Джанкою на посаду районного провідника.
Після величного концерту на честь Тараса Шевченка в березні 1943, що перетворився на спонтанну українську маніфестацію, Український театр у Сімферополі зрештою було закрито окупаційною владою.
|                | Великі заслуги в праці театру мав Іван Янцишин, один з видатних учасників підпілля, який до січня 1943 р. виконував функцію адміністратора театру. Свої театральні подорожі по Криму він використовував для приєднання нових членів до визвольного підпільного руху і для організації підпільної, добре законспірованої мережі. В січні 1943 р. хтось із членів російської театральної трупи зробив донос у гестапо, мовляв, Янцишин походить з Галичини і веде протинімецьку агітацію. Янцишин утік із Криму, зате гестапо заарештувало директора театру, якого через брак доказів мусило випустити на волю. |
| — Євген Стахів | |

За іншими даними, Янчишин з початку 1943 мешкав у Сімферополі на квартирі інженера МТС Михайла Корбаня (Коробаня?), якого загітував допомагати ОУН; у квітні — травні 1943 продовжив працювати перекладачем у ВІКО.
У своїх звітах з Криму Янчишин оцінював кількість українців на півострові у 25-30 %, зазначаючи, що багато українців мали зазначену в документах російську національність, яку бажали змінити на українську під час перепису населення, проведеного німецькими окупантами: під час цього перепису в Сімферополі було нараховано 14 % українців, у Джанкої — 51 %, у Джанкойському районі — 53 %. Таким чином, була очевидна фальсифікація радянської статистики українців у Криму, що обчислювала їхню загальну кількість лише у 10 %. Янчишин поділяв населення півострова на кілька груп. За його класифікацією, перша група складалася з давно осілого в Криму українського населення, яке відрізнялося від населення південної України хіба що більшою консервативністю, ідентифікувало себе як «вільних козаків-українців» і займалося переважно хліборобством та морським рибальством. Друга група — прибулі до Криму під час розгрому культурного відродження в Україні та примусової колективізації свідомі селяни або інтелігенти, що осідали в містах і промислових центрах (консервні заводи у Сімферополі, металургійні заводи в Керчі, курорти південного берега Криму). До третьої групи Янчишин зараховував народжену в Криму молодь, яку вважав найсвідомішим елементом українського населення, ворожим до колоніалізму та поневолення українського народу як комунізмом, так і націонал-соціалізмом.
| «В неї [молоді] на диво було видне здорове і глибоке почуття національної окремішності й гордості. Рівно ж в неї був своєрідний сантимент до всього, що українське. Вони не соромилися свого походження, говорячи українською мовою і живо інтересувалися українським життям. Гуртки молоді, які вдалося нам зорганізувати, пильно і з охотою вивчали історію України, історію нашої літератури і історію наших визвольних змагань. Проте ця молодь мала ще політичне вироблення, нахил до думання політичними категоріями. Вони хотіли більше знати про ширші перспективи нашої боротьби, політичний і соціяльний устрій нашої держави, який дійсно лад ми уявляємо собі після повалення большевизму і що ми на його місце в маштабі цілого Совєтського Союзу хочемо будувати. При тодішній нашій підготові було нам тяжко дати відповідь на деякі питання», | — зазначав він.
Українські підпільні групи в Криму підтримували коректні відносини з представниками кримськотатарського руху. Зокрема, Янчишин досягнув певного рівня володіння кримськотатарською мовою.
| «У всіх моїх розмовах тоді з татарами я не стрінув ні одного, який заперечував би залежність Криму від України під господарчим, економічним, а навіть політичним оглядом, і всі вони признавали, що в самостійній Україні будуть забезпечені їхні інтереси», | — згадував він.
За пізнішими спогадами Євгена Стахіва, українські підпільники в Криму були дуже законспіровані і займалися більше громадською роботою, ніж політичною.
|                | Янцишин виглядав дуже виснаженим, просив забрати його з Криму. Його прохання я передав Лемішеві (Василь Кук, з травня 1942 до 1943 — голова крайового проводу Південно-Східних українських земель з осідком у Дніпропетровську), який вислав йому на зміну Катерину Мешко, а Янцишин приїхав у Дніпропетровськ і згодом був переведений до Львова. |
| — Євген Стахів | |

Очоливши Кримський провід ОУН, Катерина Логуш (Мешко) доручила підпільникам глибше заховатися і почати гостру пропагандистську акцію проти німецьких окупантів: Янчишин і Вольчак пішли в підпільні хати, яких було достатньо, та почали цілком нелегальну діяльність. У цих хатах Янчишин завів «незвичайно інтересні знайомства».
«В травні 1943 р. хворий і знесилений від недоїдання І. Мор'як перейшов з Симферополя в Україну і пров[ідник] Ю. Леміш відіслав його підпільною лінією назад в Західню Україну», — зазначалося у праці дослідника українського визвольного руху Лева Шанковського.
Янчишин виїхав з Криму через Мелітополь та Дніпропетровськ до Львова, де продовжив ветеринарні студії.

### Еміграція
Після ІІ світової війни емігрував до Німеччини. Навчався у Ґіссені. У 1948 отримав диплом доктора ветеринарних наук в Українському технічно-господарському інституті (Мюнхен).
1 лютого 1949 разом із дружиною за сприяння «Злученого українсько-американського допомогового комітету у Філадельфії» прибув пароплавом «Мартін Шарк» до Нью-Йорка.
Працював асистентом у приватній клініці малих тварин. Після нострифікації диплома у Мічиганському університеті та складення державного іспиту в 1956 одержав право вести самостійну ветеринарну практику. Заснував власну клініку малих тварин.
Був одним з видатних діячів середовища Української головної визвольної ради, заступником голови політичної ради Однодумців ОУН за кордоном.

### Смерть
Протягом тривалих років боровся з раком. Незважаючи на слабке здоров'я, віддавав усі сили активній участі в політичному та громадському житті українців США.
Помер 15 липня 1969 в Детройті. Похорон відбувся 18 липня 1969 при церкві Непорочного Зачаття в Гемтремку (штат Мічиган) і став народною маніфестацією української громади міста.

## Родина
Дружина — Ольга Янчишин (дошлюбне прізвище — Колодій), померла восени 1973.
Сини Юрій і Петро на момент смерті батька навчалися в університеті та середній школі відповідно.

## Творчість
Іван Янчишин є автором наступних праць, наразі недоступних для широкого загалу:
- І. А. Моряк (Мор'як / Янцишин): Спомини з Криму. Моя участь у Похідних групах і в українському революційному підпіллі в Криму в 1941-43 pp. Машинопис. США. Вересень 1955. 32 с.
- І. А. Моряк (Мор'як / Янцишин): Інформації про українське життя в Криму в часі останньої війни (Машинопис)

## Основні джерела
- Альманах Об'єднання українських ветеринарних лікарів. 1950—1980. — Нью-Йорк — Чікаго — Вінніпег, 1981. — С. 333.
- Л. Шанковський. Похідні групи ОУН (причинок до історії похідних груп ОУН на центральних та східних землях України в 1941—1943 рр.). — Мюнхен: Видавництво «Український Самостійник», 1958. — 370 с.
- М. Прокоп. Посмертна згадка. Д-р Іван Янчишин // Сучасність (Мюнхен). — Вересень 1969. — Ч. 9 (105). — С. 125—126.
- Похід на Схід. Як ОУН воювала в усіх куточках України
- Я. Антонюк. Кримськотатарський чинник в діяльності ОУН у 1940-і рр. Український визвольний рух / Інститут українознавства ім. І.Крип'якевича НАН України, Центр досліджень визвольного руху. — Львів, 2015. — Збірник 20. — C. 119—133.